# Micropsectra heptameris
Micropsectra heptameris är en tvåvingeart som beskrevs av Jean-Jacques Kieffer 1925. Micropsectra heptameris ingår i släktet Micropsectra och familjen fjädermyggor.
Artens utbredningsområde är Österrike. Inga underarter finns listade i Catalogue of Life.